# Черниговка (Усть-Таркский район)
Черни́говка — деревня в Усть-Таркском районе Новосибирской области. Входит в состав Угуйского сельсовета.

## География
Площадь деревни — 24 гектаров.

## Население
| 2002 | 2007 | 2010 |
| ---- | ---- | ---- |
| 204  | ↘182 | ↗187 |

## Инфраструктура
В деревне по данным на 2007 год отсутствует социальная инфраструктура.